# Конрад III Рыжий
Конрад III Рыжий (пол. Konrad III Rudy (Konrad); (около 1448 — 28 октября 1503) — князь варшавский (1454—1471), цехановский (1454—1471), черский (1454—1503), плоцкий (1462—1471), ломжинский (1462—1471), визненский (1462—1471), варшавский (1489—1503) и мазовецкий (1489—1503), старший сын князя мазовецкого Болеслава IV Варшавского (ок. 1421—1454) и княжны Барбары Олельковны Киевской (ок. 1428—1488/1492). Представитель Мазовецкой линии Пястов.

## Биография
В сентябре 1454 года после смерти своего отца Болеслава IV Конрад Рыжий вместе с младшими братьями Казимиром, Болеславом и Янушем получили в совместное владение города Варшаву, Черск, Лив, Нур, Ломжу, Цеханов, Ружаны, Закрочим и Вышогруд. Конрад и его братья находились под опекой епископа плоцкого Павла Гижицкого (ум. 1463) и своей матери, вдовствующей княгини Барбары Киевской.
В начале 1462 года после смерти своих родственников, двух мазовецких князей Земовита и Владислава, Конрад Рыжий и его младшие братья получили в наследственное города Плоцк, Визну, Плоньск и Завкржу. В 1471 году братья Конрад, Казимир, Болеслав и Януш были объявлены совершеннолетними и получили во владение отдельные уделы. Конрад Рыжий стал князем черским, получив во владение города Черск и Лив. В 1474 году князь черский Конрад Рыжий получил от своего младшего брата, князя плоцкого Казимира, во владение Вышогруд. В 1484 г. Конрад Рыжий получил от младшего брата, князя варшавского Болеслава V, во владение Закрочим.
В апреле 1488 года после смерти своего бездетного младшего брата, князя варшавского Болеслава V, Конрад Рыжий получил во владение города Нур и Ружан. В 1489 году князь черский Конрад Рыжий получил от своего младшего брата Януша Цехановского город Варшаву, а взамен уступил ему Вышогруд.
В 1495 году после смерти своего младшего бездетного брата, князя плоцкого и сохачевского Януша, князь черский и варшавский Конрад Рыжий заявил свои претензии на его владения. Однако города Плоцк, Цеханув, Визна и Плоньск были заняты войсками короля Яна Ольбрехта и включены в состав Польского королевства. Мазовецкий князь Конрад Рыжий установил и поддерживал отношения с Тевтонским орденом и Великим княжеством Московским, врагами Польского королевства.
28 октября 1503 года князь мазовецкий Конрад III Рыжий скончался, оставив двух малолетних сыновей: Станислава и Януша, которые унаследовали его княжество. Регентшей была объявлена Анна Радзивилл, вдова Конрада Рыжего.

## Семья
Конрад Рыжий был дважды женат. Его первой женой с ок. 1470 года была краковская мещанка Магдалена Ставротовна, которая умерла перед 1476 годом. В 1496/1497 году женился на Анне Николаевне Радзивилл (1476—1522), дочери воеводы виленского и великого канцлера литовского Николая Радзивилла (ум. 1509) и Софии Манивид. Дети:
- София Мазовецкая (1497/1498 — 1543), жена с 1520 года палатина венгерского Стефана Батория (ум. 1530), а после его смерти вторично вышла замуж за хорватского магната Людвига Пекри (ум. ок. 1552)
- Анна Мазовецкая (ок. 1498—1557), жена с 1536 года воеводы подольского и русского Станислава Одровонжа (1509—1545)
- Станислав Мазовецкий (1500—1524), князь варшавский, черский и мазовецкий (1503—1524)
- Януш III Мазовецкий (1502—1526), князь варшавский, черский и мазовецкий (1503—1526).

Кроме закононого потомства, у Конрада Рыжего было несколько внебрачных детей. От связи с варшавской мещанкой Доротой Козловой (ум. после 1537) у него было два сына: Станислав и Войцех. Также от связи с Анной Лоской (ум. после 1520) имел сына Иеронима (1487 — после 1527) и дочь Анну Дороту Хыновскую (стала женой подсудка черского Яна Варшевицкого).